# تلمبه عباس غفرانی
تلمبه عباس غفرانی یک منطقهٔ مسکونی در ایران است که در بخش مرکزی شهرستان بم واقع شده‌است.